# МППИ-1

Общий вид ЭВМ «МППИ-1»

МППИ-1 (машина первичной переработки информации) — советская информационно-вычислительная ЭВМ.

## История
Создана МППИ-1 в 1962 в Северодонецком научно-исследовательском институте управляющих вычислислительных машин. Было выпущено несколько сотен ЭВМ силами Северодонецкого приборостроительного завода.

## Применение
Применялась МППИ-1 в химической, нефтеперерабатывающей, металлургической и других отраслях промышленности. Работала как самостоятельно так и в общем комплексе трёхуровневой системы оперативного управления производством СОУ-1 с КВМ-1 и УМ-1.
МППИ-1 производила автоматический централизованный сбор информации путём программного опроса датчиков, математическую обработку текущих значений параметров, выдачу оператору сведений о состоянии основного оборудования и регистрацию значений текущих и комплексных параметров, сигнализацию о нарушениях технологического режима, передачу информации в другие устройства системы оперативного управления. Машина могла работать в контрольно-информационном режиме, режимах советчика и исследовательском.